# Rio Manuel Alves Grande
O rio Manuel Alves Grande é um rio brasileiro que fica na divisa entre os estados de Tocantins e Maranhão. O rio nasce no estado do Tocantins.
O rio percorre 234,87 km e é um dos afluentes da margem direita do rio Tocantins. Faz parte da divisa entre e o Maranhão e o Tocantins.
Alguns de seus afluentes são: rio Vermelho, rio Formiga e rio Piranhas. Ocupa o bioma do cerrado. Há projetos de aproveitamento do potencial hidrelétrico do rio.
Banha os municípios de Campos Lindos, Goiatins e Recursolândia (TO); Carolina, Riachão, Balsas (MA).
Não confundir com o rio Manuel Alves da Natividade também no estado do Tocantins, nas proximidades da cidade de Natividade.